# Lac Mesgouez
Pour les articles homonymes, voir Mesgouez.
Le lac Mesgouez est plan d'eau douce traversé par la rivière Rupert, coulant dans Eeyou Istchee Baie-James (municipalité), en Jamésie, dans la région administrative du Nord-du-Québec, dans la province de Québec, au Canada.
Le bassin versant du lac Mesgouez est desservi du côté Ouest par une route forestière (sens nord-sud) menant vers le sud à Chibougamau.
La surface du lac Mesgouez est habituellement gelée de la fin octobre au début mai, toutefois la circulation sécuritaire sur la glace se fait généralement de la mi-novembre à la fin d'avril.

## Géographie
Le lac Mesgouez comporte une longueur de 26,6 km de nature difforme, une largeur maximale de 15,1 km et une altitude de 308 m. Ce lac est alimenté par la rivière Rupert (venant du Sud-Est), remontant d'abord vers le nord, se redirigeant vers le sud-ouest pour contourner une presqu'île s'étirant vers le sud-ouest, puis remontant vers le nord.
Ce lac comporte une grande île en son milieu : longueur : 12,0 km ; largeur : 4,9 km. Cette île comporte au nord-est une presqu'île de forme ovale (longueur : 4,4 km ; largeur : 2,6 km). Le cours de la rivière Rupert contourne cette île par du nord-est, avant de se rediriger vers le sud-ouest. Outre la rivière Rupert, le lac Mesgouez est alimenté par huit décharges de lacs non identifiés dont le lac La Bardelière (côté Sud).
La partie sud (longueur : 17,6 km, largeur maximale : 3,2 km) du lac comporte du côté Nord-Ouest, une île (longueur : 7,2 km ; largeur maximale : 4,2 km) barrant la partie sud du lac Mesgouez avec la partie centrale.
Les principaux bassins versants voisins du lac Mesgouez sont :
- côté nord : rivière Rupert, lac Goulde, lac Des Champs, lac Bourier ;
- côté est : rivière Rupert, lac La Bardelière ;
- côté sud : lac Courseron, rivière à la Marte (rivière Rupert), lac Camousitchouane, lac Auzoult, lac du Prêtre ;
- côté ouest : lac des Guifettes, lac La Bardelière, ruisseau Kamuhyewanuch, rivière Lemare, rivière Rupert.

L'embouchure du Lac Mesgouez est située au nord-ouest (entre deux hautes montagnes) où le courant poursuit son cours vers le nord par la rivière Rupert. L'embouchure du lac Mesgouez est localisée à :
- 17,1 km au sud-est du pont routier enjambant la rivière Rupert ;
- 134,3 km au nord-est de la confluence de la rivière Jolliet et de la rivière Rupert ;
- 104,1 km au nord-est du lac Nemiscau ;
- 244 km à l'est de la confluence de la rivière Rupert et de la baie de Rupert[1].

À partir de l'embouchure du lac Mesgouez, le courant coule sur 340,6 km jusqu'à la baie de Rupert, selon les segments suivants :
- 27,7 km vers le nord, puis vers le sud-ouest, jusqu'à la confluence de la rivière Lemare (venant du nord-est) ;
- 61,7 km vers l'ouest jusqu'à la confluence de la rivière à la Marte (rivière Rupert) (venant du Sud) ;
- 95,8 km vers l'ouest jusqu'à la confluence de la rivière Jolliet (venant du nord-est) ;
- 155,4 km vers l'ouest jusqu'à l'embouchure[1].

## Toponymie
Le toponyme « lac Mesgouez » a été officialisé le 5 décembre 1968 par la Commission de toponymie du Québec, soit à la création de cette commission. Ce toponyme rappelle le marquis Troilus de La Roche de Mesgouez.